# Vít Kopřiva
Vít Kopřiva (nació el 15 de junio de 1997) es un tenista checo.
Kopřiva su ranking ATP  más alto de singles fue el número 199, logrado el 26 de julio de 2021. Su ranking ATP más alto de dobles fue el número 290, logrado el 28 de junio de 2021.
Hizo debut en el ATP Tour en julio de 2021, después de pasar la clasificación para el cuadro principal del Torneo de Gstaad 2021, donde alcanzó los cuartos de final.

## Títulos Challenger; 5 (4 + 1)
| Leyenda               | Individuales | Dobles |
| --------------------- | ------------ | ------ |
| ATP Challenger Series | 4            | 1      |

### Individuales (4)
| N.º | Fecha                    | Torneo    | Superficie    | Oponente en la final | Resultado        |
| --- | ------------------------ | --------- | ------------- | -------------------- | ---------------- |
| 1.  | 4 de junio de 2022       | Prostějov | Tierra batida | Dalibor Švrčina      | 6-2, 6-2         |
| 2.  | 15 de septiembre de 2024 | Szczecin  | Tierra batida | Andrea Pellegrino    | 7-5, 6-2         |
| 3.  | 10 de noviembre de 2024  | Lima II   | Tierra batida | Elmer Møller         | 6-3, 7-6(3)      |
| 4.  | 30 de marzo de 2025      | Nápoles   | Tierra batida | Luciano Darderi      | 3-6, 6-3, 7-6(4) |

### Dobles (1)
| N.º | Fecha               | Torneo | Superficie    | Compañero    | Oponentes en la final                 | Resultado |
| --- | ------------------- | ------ | ------------- | ------------ | ------------------------------------- | --------- |
| 1.  | 26 de junio de 2021 | Milán  | Tierra batida | Jiří Lehečka | Dustin Brown Tristan-Samuel Weissborn | 6–4, 6–0  |